# Anne d'Aumale
Anne de Lorraine, née en 1600, morte le 10 février 1638, est duchesse d'Aumale de 1618 à 1638. Elle est la fille de Charles Ier, duc d'Aumale, et de Marie d'Elbeuf.

## Biographie
Anne de Lorraine épouse le 18 avril 1618 Henri Ier de Savoie (1572 † 1632), duc de Nemours, et eut :
- Louis (1615 † 1641), duc de Nemours et d'Aumale, sans alliance,
- François-Paul (1619 † 1627)
- Charles-Amédée (1624 † 1652), duc de Nemours et d'Aumale, épouse en 1643 Élisabeth de Bourbon-Vendôme (1614-1665),
- Henri II (1625 † 1659), archevêque de Reims, puis duc de Nemours et d'Aumale, épouse en 1657 Marie d'Orléans-Longueville (1625-1707).

À l'occasion de ce mariage, elle récupéra le duché d'Aumale, qui avait été confisqué à son père en 1595.